# تولی (داکوتای شمالی)
تولی(به انگلیسی: Tolley) شهری در ایالت داکوتای شمالی کشور ایالات متحده آمریکا است که جمعیت آن در سرشماری سال ۲۰۱۰ میلادی، ۴۷ نفر بوده‌است.